# Argyrostrotis irrorata
Argyrostrotis irrorata är en fjärilsart som beskrevs av Augustus Radcliffe Grote 1878. Argyrostrotis irrorata ingår i släktet Argyrostrotis och familjen nattflyn. Inga underarter finns listade i Catalogue of Life.